# Maetel Legend - Sinfonia d'inverno
Maetel Legend - Sinfonia d'inverno (メーテルレジェンド?, Mēteru Rejendo) è una serie anime di due OAV ideata da Leiji Matsumoto nel 2000.
Fa da trait d'union tra Queen Millennia (lungometraggio tratto da La regina dei mille anni) e Galaxy Express 999, narrando l'inizio del difficile viaggio di Maetel e di Esmeralda. 
La vicenda raccontata nei due episodi prosegue nella serie Space Symphony Maetel - Galaxy Express 999 Outside, realizzata nel 2004.
Per una corretta fruizione e coerenza narrativa, è necessario partire dalla premessa che alcuni eventi sono andati diversamente da quanto accaduto in Queen Millennia.
In primo luogo, Ra Andromeda Prometheum è ancora viva e con il compagno ha avuto due figlie: Maetel ed Esmeralda. Inoltre, nella serie successiva si scoprirà che anche Larela, la precedente Regina Madre, è ancora viva. Non verranno fatte menzioni approfondite sugli eventi o personaggi della storia precedente.
In quest'opera non viene menzionato un periodo storico preciso. Il tutto si svolge in un contesto in cui gli esseri umani hanno già iniziato a viaggiare nello spazio e il pianeta Lahmetal vaga ormai nel freddo e nel vuoto in seguito all'allontanamento dalla Terra e alla distruzione del sole nero che ne definiva la precedente orbita. Tuttavia, dato che la principale serie sul Galaxy Express si ambienta a partire dal 2021 e in periodo subito successivo, si può presumere che questa storia si svolga pochi anni prima, anche alla luce del fatto che del tempo la separa anche da Space Symphony Maetel.

## Trama
(Maetel all'inizio del film)

### Ep. 01 - Destino: primo movimento
Lahmetal è un pianeta che vaga nello spazio, condannato ad un inverno perenne.
Nella loro dimora, le giovani principesse nonché sorelle Maetel ed Esmeralda sono preoccupate per l'incessante tempesta esterna, mentre il fedele servitore Jam porta loro cibo che poi risulta scadente.
La regina Prometheum, loro madre, decide di rendere meccanico il proprio corpo con l'aiuto del bieco scienziato Hardgear: una veloce operazione che consiste nell'inserimento di una capsula riproduttiva inserita nel cervello, sotto lo sguardo perplesso delle figlie. Le ragazze, poi, si vedono consegnare, come da richiesta, dal tecnico Dagar una micidiale lancia al laser con lento ricaricamento per Esmeralda e una pistola a onde elettromagnetiche per Maetel.
La regina Prometheum decide e costringe il proprio popolo ad accettare un corpo meccanico,
ma le figlie Maetel ed Esmeralda lo rifiutano: Maetel viene rapita dall'assistente di Hardgear poi fermata da Esmeralda, che precedentemente aveva ucciso un robot rapitore, e uccisa da Maetel.
Le ragazze, allora, corrono dalla madre e le mostrano piccoli strani oblò rossi apparire sulla pelle, mentre l'80% della popolazione ha già un corpo meccanico. Dagar analizza la capsula e scopre che al suo interno c'è un microchip che piega la popolazione meccanica al volere di Hardgear. Intanto lo stesso Hardgear vuole meccanizzare anche il pianeta, ma per avere materiale deve prelevarlo dalla lontana Terra e così ordina ai suoi soldati meccanici che assalgono e uccidono gli umani buttandoli in discariche dove sono divorati da ratti.
Maetel ed Esmeralda decidono di uccidere Hardgear e si muovono insieme a Dagar in un carro escavatore. Hardgear vuole viva solo Maetel per conservare il suo corpo quale ultimo esemplare di essere non meccanico, così il meccanizzato Jam la rapisce, non prima di uccidere suo padre Dagar che ha tentato di fermarlo, ma la fedeltà di Jam ha il sopravvento un'ultima volta e si suicida.
Maetel ed Esmeralda sono circondate: lottano e a bordo di un altro escavatore riescono a fuggire, Hardgear le ricirconda grazie all'aiuto di un ologramma e dice loro che un corpo meccanico è invincibile e poi lui controlla tutto, quindi non può essere sconfitto. Esmeralda punta la lancia al laser, ma Hardgear, lanciando un bicchiere di vino, le fa perdere l'equilibrio e sbagliare mira. L'escavatore cadendo esplode e la lancia al laser è rovente: Esmeralda ci prova lo stesso aiutata da Maetel: Hardgear è sconfitto ed esplode, non prima di aver automaticamente espulso la capsula/microchip che l'ha reso meccanico. Maetel lo raccoglie mentre le truppe di Hardgear si ritirano comandate da Brant ma dal microchip non si scoprirà niente.
Intanto Brant torna sul posto della sconfitta e dalla testa di Hardgear raccoglie un'altra capsula infilandosela nella testa diventando lui stesso Hardgear perché finché ci sono ricambi lui può sempre risorgere.
Maetel fascia le mani ustionate di Esmeralda, poi perplesse guardano quelle della madre Prometheum in via di meccanizzazione, all'esterno la bufera impazza ma si promettono di salvare il pianeta.

### Ep. 02 - Destino: secondo movimento
I soldati meccanici seguitano a catturare gli umani per sottoporli ad un corpo artificiale, anche contro la loro volontà, sotto gli occhi della regina Prometheum che per un attimo sembra pentirsene. Risuona la risata di Hardgear mentre la regina soffre, non solo per la trasformazione dolorosa ma anche per la scelta sugli umani.
Prometheum si rivolge a Maetel, forse per trovare una soluzione, ma Maetel insieme ad Esmeralda non trova nessun modo per fermare la meccanizzazione della madre. Sul punto di gettare l'arma, che potrebbe uccidere la madre, Maetel viene sopraffatta da Prometheum che gliela prende e si spara: non ottiene nulla e una risata sarcastica spaventa le figlie. Prometheum si rende conto che senza sentimenti che fanno vacillare e al contempo con una volontà d'acciaio si è invincibili ma le figlie non sono d'accordo e Maetel si butta contro la madre disarmandola. La madre ricorda la dolcezza di Maetel e la forza di Esmeralda da piccole ma la meccanizzazione di Prometheum spinge le ragazze a fuggire, anche se la devota Maetel vorrebbe rimanere.
Nei sotterranei funziona ancora un astroporto ma le stupite Maetel ed Esmeralda sono ostacolate dal corpo meccanico di Dagar, distrutto da Esmeralda e mandato contro loro da Hardgear che ha dimostrato che anche il più fedele servitore avrebbe agito per la meccanizzazione. Esmeralda prova ad affrontarlo ma sono circondate da soldati meccanici: vengono salvate dalla madre.
In un posto nascosto, il primo che è gelato, Prometheum suggerisce di fuggire sulla Terra per evitare che la meccanizzazione sopprima l'umanità, le sorelle però vogliono rimanere per lottare contro Hardgear. Distrutto l'astroporto, per fuggire ci vuole il Galaxy Express 999, chiamato dalla regina Prometheum.
Hardgear congela il luogo delle tre fuggitive spegnendo il riscaldamento e ordina al cervello debole di Prometheum di portare Maetel al suo cospetto lasciando Esmeralda al freddo. Prometheum tenta, sotto l'ordine di Hardgear, di strangolare Maetel che la libererebbe dal legame con le figlie, mentre Esmeralda indossato un casco raggiunge una grotta dove unita ad alcuni cani spara ad un uomo meccanico e trova un “energy pack” per tornare.
Intanto Prometheum torna in sé e, salvate da Esmeralda, le tre fuggono in una metropoli sotterranea fallita. Dopo un bicchiere di vino, Prometheum completa la meccanizzazione e, dopo aver per un attimo obbedito ad Hardgear assalendo le figlie, ne ingloba il sapere distruggendolo. Prometheum tuttavia non ha mantenuto la sua volontà come credono le figlie: ordina di sterminare tutti gli esseri umani incompatibili con la meccanizzazione a partire da Maetel ed Esmeralda che fuggono sul GE999 in arrivo: il treno è protetto dal trattato di non aggressione sotto forma di barriera elettromagnetica. Le due ragazze, riconosciute, salgono al volo sul treno che se ne va senza fermarsi, dato che era una fermata a richiesta, mentre Prometheum chiede che tornino a sconfiggere la madre dominata dalle macchine.
Sul treno Maetel apre la valigetta e trova un abito nero da lutto: lo metterà per ricordare sua madre che non esiste più ma con Esmeralda promette che unendo le forze lotteranno per sconfiggere la regina delle macchine: questo è il loro destino.
(Maetel alla fine del film)

## Personaggi principali

### Maetel
ragazza adolescente o poco più, longilinea, bionda coi capelli lunghissimi, Maetel ha grandi forza d'animo e personalità, nonostante l'essere dolce e romantica

### Esmeralda
in seguito conosciuta anche come Emeraldas, sorella gemella di Maetel, capelli lunghissimi rossi, forte e coraggiosa, anche lei grandi forza d'animo e personalità, non si lascia sopraffare dalle emozioni, tuttavia anche lei piange con Maetel per la “perdita” della madre

### Regina Prometheum
Ra Andromeda Prometheum, potente, forte e molto decisa, un tempo Regina dei 1000 anni, fino all'ultimo resterà madre di Maetel ed Esmeralda per poi soccombere alla meccanizzazione del corpo da lei stessa decisa

### Hardgear
bieco e spregevole, nonché miglior scienziato di Lahmetal, vuole la meccanizzazione con capsule al microchip di sua invenzione, allo scopo di diventare padrone del pianeta meccanizzato

### Dagar
umile servitore anziano delle principesse Maetel ed Esmeralda, devoto a loro, cercherà di aiutarle nella fuga e fornirà loro armi

### Jam
grasso e goffo figlio di Dagar, cameriere e forse cuoco delle principesse, anche lui devoto, meccanizzerà il suo corpo per non soffrire più la fame, tuttavia la meccanizzazione lo porterà contro di loro

### Brant
militare al servizio di Hardgear, nonostante sia al servizio del “cattivo”, Brant risulta leale e sincero, tuttavia esegue anche i suoi ordini più meschini

## Doppiaggio
| Personaggio | Doppiatore originale                     | Doppiatore italiano |
| ----------- | ---------------------------------------- | ------------------- |
| Maetel      | Masako Ikeda Satsuki Yukino (da bambina) | Antonella Baldini   |
| Esmeralda   | Atsuko Enomoto                           | Francesca Guadagno  |
| Prometheum  | Keiko Han                                | Stefania Romagnoli  |
| Hardgear    | Takashi Matsuyama                        | Paolo Buglioni      |
| Dagar       | Yōsuke Akimoto                           | Dario De Grassi     |